# مركز الانحناء

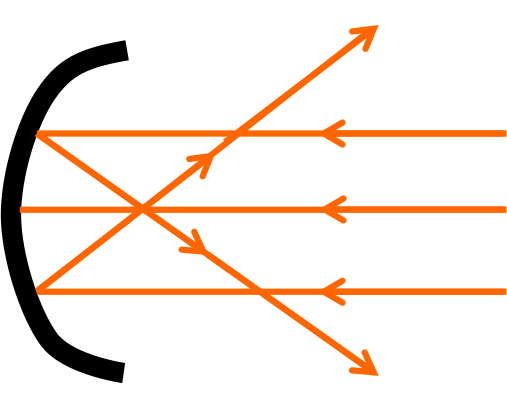
سقوط أشعة ضوئية على مرآة مقعرة

في الهندسة الرياضية، مركز الانحناء (التقوس) لمنحنى ما يقع عند النقطة التي تبعد مسافة قدرها نصف قطر الانحناء عن المنحنى على المتجه العمودي، حيث تصبح نقطة لانهائية إذا كان الانحناء يساوى صفر.
- تتركز دائرة التقبيل لمنحنى ما عند مركز الانحناء.
- لقد عرف كوشى مركز الانحناء C على أنه نقطة التقاطع لخطين متقاربين، متناهين الصغر وعمودين على المنحنى.
- المحل الهندسي لمركز الانحناء لكل نقطة على المنحنى يصف منشئ المنحنى.

## انظر أيضا

مركز الانحناء